# Presto (음반)
| 전문가 평가                       | 전문가 평가 |
| 평가 점수                         | 평가 점수   |
| 출처                              | 점수        |
| --------------------------------- | ----------- |
| AllMusic                          | [ 3 ]       |
| The Encyclopedia of Popular Music | [ 4 ]       |
| Rolling Stone                     | [ 5 ]       |
| Sea of Tranquility                | [ 6 ]       |

《Presto》는 캐나다의 프로그레시브 록 밴드 러시의 열세 번째 스튜디오 음반이다. 1989년 11월 21일, 앤섬 레코드에 의해 발매되었으며 그룹이 머큐리 레코드를 떠난 후 애틀랜틱 레코드에 의해 국제적으로 발매된 밴드의 첫 번째 음반이었다. 1988년 《Hold Your Fire》 (1987년) 투어가 끝난 후, 그룹 멤버들은 12월에 다시 모여 다음 단계를 결정하고 새 음반을 시작하기 전에 6개월간 휴가를 내기로 합의했다. 《Presto》는 러시의 사운드에 또 다른 변화를 주었는데, 기타가 작곡에서 더 지배적인 역할을 하고 신시사이저의 감소와 기타 중심적인 편곡으로의 복귀로 나타났다.
《Presto》는 캐나다에서 7위, 미국에서 16위에 올랐다. 〈Show Don't Tell〉, 〈The Pass〉 그리고 〈Superconductor〉는 《Presto》의 싱글로 발매되었고, 전자는 미국 음반 록 트랙 차트에서 1위를 차지했다. 러시는 1990년 2월부터 6월까지 Presto Tour로 음반을 지원했다. 《Presto》는 50만 장의 판매로 미국 음반 산업 협회로부터 골드 인증을 받았다. 이 음반은 2004년과 2013년에 리마스터드되었고, 후자는 2013년 박스 세트인 《The Studio Albums 1989–2007》의 일부로 발매되었다. 2015년 애비 로드 스튜디오에서 숀 매기에 의해 리마스터드된 후, 러시의 직접적인 접근에 따라 재발매되었다.

## 배경
1988년 5월, 러시는 밴드의 이전 음반인 《Hold Your Fire》 (1987년) 투어를 마쳤고, 이어서 1989년 초에 밴드의 세 번째 라이브 음반인 《A Show of Hands》가 발매되었다. 이 그룹은 국제 배급사 머큐리 레코드와 재계약을 하지 않기로 결정했다. 알렉스 라이프슨은 이 시점에서 관계가 오래되었기 때문에 그들이 떠났다고 말했다. 이후 닐 피어트는 밴드가 15년 만에 처음으로 "데드라인과 의무에서 자유로워짐에 따라" 6개월간의 휴식을 취함으로써 이익을 취하는 것을 선택했다고 썼다. 1988년 12월, 그룹은 다음 단계를 논의하기 위해 피어트의 집에 모였고 휴식 후 새로운 스튜디오 음반을 시작하기로 합의했다.

## 녹음
《Presto》는 1989년 6월부터 8월까지 녹음되었다. 하인과의 거래의 일부로, 밴드는 런던에서 《Presto》의 일부를 녹음하기로 합의했다. 《Presto》는 예정보다 약 4주 일찍 끝났다.
음반이 완성되자 러시는 새로운 음반 계약을 모색했고 임원 더그 모리스가 수년간 그룹과 계약하고 싶어했고 매력적인 제안을 한 후 애틀랜틱 레코드와 계약했다.

## 커버 아트
이 음반의 소매는 러시의 오랜 협력자인 휴 사임에 의해 토끼가 나오는 언덕 위에서 공중부양하는 마술사의 모자를 묘사한 흑백 디자인이었다. 전경의 들판에는 많은 토끼들이 있다. 러시는 그 개념을 고안하여 사임에게 제시했고, 사임은 그들이 제안한 것을 묘사하는 몇 가지 아이디어를 제시했다. 라이프슨은 그들이 디자인한 것을 보고 "우리는 모두 히스테리컬하게 웃기 시작했다, '훌륭하고, 완벽하다!'"라고 회상했다.

## 곡 목록
모든 곡들은 게디 리, 알렉스 라이프슨 그리고 닐 피어트에 의해 작사/작곡하였다.
| #  | 제목                | 재생 시간 |
| -- | ------------------- | --------- |
| 1. | 〈Show Don't Tell〉 | 5:01      |
| 2. | 〈Chain Lightning〉 | 4:33      |
| 3. | 〈The Pass〉        | 4:52      |
| 4. | 〈War Paint〉       | 5:24      |
| 5. | 〈Scars〉           | 4:07      |
| 6. | 〈Presto〉          | 5:45      |

| #   | 제목                    | 재생 시간 |
| --- | ----------------------- | --------- |
| 7.  | 〈Superconductor〉      | 4:47      |
| 8.  | 〈Anagram (For Mongo)〉 | 4:00      |
| 9.  | 〈Red Tide〉            | 4:29      |
| 10. | 〈Hand Over Fist〉      | 4:11      |
| 11. | 〈Available Light〉     | 5:03      |

## 인증
| 국가                       | 인증     | 판매량/출하량 |
| -------------------------- | -------- | ------------- |
| 캐나다 (뮤직 캐나다)       | 플래티넘 | 100,000^      |
| 영국 (BPI)                 | 실버     | 60,000^       |
| 미국 (RIAA)                | 골드     | 500,000^      |
| ^출하량을 기반으로 한 인증 |          |               |